# 淺野直之
淺野直之（日语：／ Asano Naoyuki，1980年—），日本男性動畫師，人物设计师。出身於岡山縣。

## 作品列表

### 電視動畫
2000年代
- 魯莽天使（2002年－2003年，原畫）
- 琉球武士瘋雲錄（2004年，原畫）
- 蒼穹之戰神（2004年，原畫）
- 忍者少女！（2006年，作畫監督、原畫）
- 銀魂（2006年－2010年，原畫）
- 家庭教師HITMAN REBORN！（2006年－2010年，原畫）
- 地球防衛少年（2007年，OP原畫、原畫）
- 海馬（2008年，原畫）
- 武裝機甲（2008年－2009年，原畫）
- 道子與哈金（2008年－2009年，作畫監督、原畫、第二原畫）

2010年代
- 四疊半神話大系（2010年，作畫監督）
- 女僕咖啡廳（2010年，OP原畫）
- 吊帶襪天使（2010年，原畫）
- 碎之星（2011年，第二原畫）
- BLOOD-C（2011年，OP原畫）
- Sacred Seven（2011年，原畫）
- 丹特麗安的書架（2011年，原畫）
- 最強學生會長（2012年，原畫）
- 農大菌物語（2012年，OP原畫）
- 蟲奉行（2013年，ED原畫）
- 科學超電磁砲S（2013年，ED作畫監督&原畫）
- 武士弗拉明戈（2013年，作畫監督）
- Nandaka Velonica（日语：ナンダカベロニカ）（2014年，作畫監督）
- 即使如此世界依然美麗（2014年，作畫監督）
- 乒乓 THE ANIMATION（2014年，作畫監督）
- 宇宙浪子（2014年，特別人物設定、原畫）
- Baby Steps ～網球優等生～（2014年，原畫）
- 晨曦公主（2014年，原畫）
- 小松先生（2015年－2016年、2017年－2018年，人物設定、作畫監督、作畫監督協力、原畫）[1]
- 路人超能100（2016年，作畫監督）
- 3月的獅子（2016年，OP分鏡&演出&作畫監督）
- 啟航吧！編舟計畫（2016年，作畫監督）
- 超自然9人組（2016年，第11話片尾插畫）
- élDLIVE宇宙警探（2017年，原畫）
- 雙星之陰陽師（2017年，ED原畫）
- 咕嚕咕嚕魔法陣 (2017年版)（2017年，人物設定）

2020年代
- 別對映像研出手！（2020年，人物設定、總作畫監督）[1]
- 福星小子 (2022年版)（2022年，人物設定[3]）

### OVA
- 重金搖滾雙面人（2008年，原畫）
- 聖☆哥傳（2012年，人物設定、作畫監督）
- 青春水球社（2015年，人物設定、演出、作畫監督）
- 機動警察REBOOT（2016年，人物設定、作畫監督、原畫）[1]

### 電影動畫
- 穿越時空的少女（2006年，原畫）
- 福音戰士新劇場版：序（2007年，原畫）
- 夏日大作戰（2009年，原畫）
- 哆啦A夢系列
  - 哆啦A夢：大雄與綠之巨人傳（2008年，原畫）
  - 哆啦A夢：新·大雄的宇宙開拓史 （2009年，作畫監督）
  - 哆啦A夢：大雄的人魚大海戰（2010年，總作畫監督）
  - 哆啦A夢：新·大雄與鐵人兵團 ～振翅吧 天使們～（2011年，總作畫監督）
  - 哆啦A夢：新·大雄的大魔境 ～柏高與5人之探險隊～（2014年，原畫）
  - 哆啦A梦：大雄与天空的理想乡（2023年，OP原畫）
- 劇場版 鋼之鍊金術師：嘆息之丘的聖星（2011年，原畫）
- 劇場版 火影忍者：忍者之路（2012年，作畫監督、原畫）
- 劇場版 聖☆哥傳（2013年，人物設定、總作畫監督、原畫）
- THE LAST -NARUTO THE MOVIE-（2014年，作畫監督、原畫）
- 升起的煙花，從下面看？還是從側面看？（2017年，原畫）
- 乘浪之約（2019年，原畫）
- 電影之小松先生（2019年，人物設定、原畫（畢業照一枚））
- 新·福音戰士劇場版𝄇（2021年，作畫監督、原畫）[1]
- 犬王（2022年、第二原畫）

### 其它
- 星野源「為什麼地獄不好（日语：地獄でなぜ悪い (曲)）」MV（2013年，導演）
- Eve「我們仍在地面之下」MV（2019年，人物設定）
- 矢場原創動畫（2019年，人物設定）[4]

## 外部連結
- （日語）－音樂Natalie
- （日語）－Animage
- （日語）